# Karel van Oosterom
Karel Jan Gustaaf van Oosterom (Utrecht, 11 januari 1958) is een Nederlands diplomaat. Van 2013 tot 2020 was hij permanent vertegenwoordiger bij de Verenigde Naties en vanuit die functie vertegenwoordigde hij in 2018 Nederland in de Veiligheidsraad. Van augustus 2020 tot augustus 2024 was hij de Nederlandse ambassadeur in Londen in het Verenigd Koninkrijk. Sinds begin 2025 is hij lid van de Nederlandse Commissie van Toezicht op de Inlichtingen- en Veiligheidsdiensten (CTIVD).

## Biografie
Van Oosterom studeerde hedendaagse geschiedenis aan de Universiteit Utrecht. Na zijn militaire dienst, waarin hij diende als pelotonscommandant (luitenant) bij het Garderegiment Grenadiers, maakte hij carrière bij het ministerie van Buitenlandse Zaken. Van Oosterom was onder meer werkzaam op de Nederlandse ambassades in Canada, China en Syrië. Van 2006-2011 was hij raadadviseur buitenlandse zaken en defensie voor achtereenvolgens de premiers Balkenende en Rutte. Van 2011 tot zijn benoeming bij de Verenigde Naties voor de periode 2013-2019 was Van Oosterom directeur-generaal Politieke Zaken op het ministerie, achtereenvolgens onder minister Rosenthal en Timmermans. 

## Privé
Van Oosterom is gehuwd en heeft een zoon. Hij is een kleinzoon van de petrograaf dr W.F. Gisolf via zijn moeder en achterkleinzoon van Willem van Oosterom, de oprichter van Hotel de Lage Vuursche in 1865 en een pannenkoekenrestaurant aldaar. 

## Publicatie
- Met een oranje das, een jaar in de Veiligheidsraad (Uitgever Atlas Contact, 2020)
- With an Orange Tie, a Year on the Security Council (Amazon, 2020)